# Kościół św. Brata Alberta w Bralęcinie
Kościół św. Brata Alberta w Bralęcinie – katolicki kościół filialny zlokalizowany we wsi Bralęcin w gminie Dolice, w powiecie stargardzkim (województwo zachodniopomorskie). Należy do parafii Matki Bożej Różańcowej w Rzeplinie.

## Historia i architektura
Murowany z kamienia, późnogotycki kościół powstał w XV wieku. Sytuowany na rzucie prostokąta, kryty jest dachem dwuspadowym. Szczyt wschodni zdobiony jest półostrymi blendami. W ścianie zachowały się ostrołukowe nisze gotyckie.
Kościół uległ zniszczeniu podczas II wojny światowej, po jej zakończeniu przez wiele lat znajdował się w formie ruiny zachowanej do poziomu gzymsu koronującego. Odbudowany został w latach 1989–1994 według projektu inż. Macieja Płotkowiaka. Konsekrował go w dniu 4 września 1994 biskup Marian Przykucki.